# Storbritanniens finansminister
Storbritanniens finansminister (engelska: Chancellor of the Exchequer) är den minister som ansvarar för landets ekonomiska politik. Finansministern är en av de mer prestigefyllda posterna i Storbritanniens regering (kabinettet) och ingår, tillsammans med premiärministern, inrikesministern och utrikesministern, i den kvartett av ministerposter som benämns Great Offices of State.
Regeringsämbetet har anor från 1500-talet och har samband med en institution som kallades the Exchequer, en sorts motsvarighet till Räknekammaren i Sverige.
Finansministern leder Storbritanniens finansministerium (HM Treasury, eller i dagligt tal the Treasury, "skattkammaren") och bistås i detta av den biträdande finansministern, Chief Secretary to the Treasury. Finansministern har också titeln andre skattkammarlord.

## Finansministrar i konungariket England
- John Baker 1558–1559
- Richard Sackville 1559–1566
- Walter Mildmay 1566–1589
- John Fortescue 1589–1603

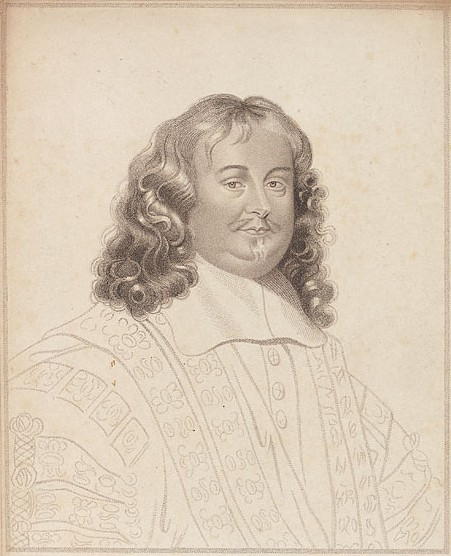
Earlen av Clarendon.

- George Home, 1:e earl av Dunbar 1603–1606
- Julius Caesar Aldemare 1606–1614
- Fulke Greville 1614–1621
- Richard Weston 1621–1628
- Edward Barrett, Lord Barrett av Newburgh 1628–1629
- Francis Cottington, baron Cottington 1629–1642
- John Culpepper 1642–1643
- Edward Hyde, 1:e earl av Clarendon 1643–1646
- Anthony Ashley Cooper, 1:e earl av Shaftesbury (1661–1672)
- John Duncombe (1672–1676)
- John Ernle (1676–1689)
- Henry Booth, 2:e baron Delamer (1689–1690)
- Richard Hampden (1690–1694)
- Charles Montagu (1694–1699)
- John Smith (1699–1701)
- Henry Boyle (1701–1708)

## Finansministrar i konungariket Storbritannien
*=även premiärminister
- John Smith (1708–1710)
- Robert Harley (1710–1711)
- Robert Benson (1711–1713)
- William Wyndham (1713–1714)

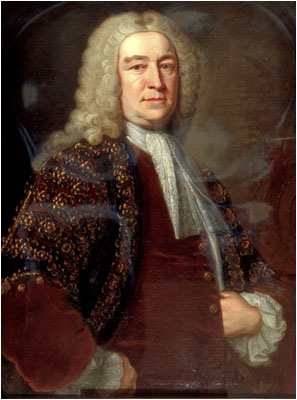
Henry Pelham

- Richard Onslow, 1:e baron Onslow (1714–1715)
- Robert Walpole (1715–1717)
- Viscount Stanhope (1717–1718)
- John Aislabie (1718–1721) (avgick)
- John Pratt (2 februari–3 april 1721)
- Robert Walpole (1721–1742)*
- Samuel Sandys (1742–1743)
- Henry Pelham (1743–1754)*
- William Lee (1754–1754)
- Henry Bilson Legge (1754–1755)
- George Lyttelton (1755–1756)
- Henry Bilson Legge (1756–1757)
- Lord Mansfield (1757–1757)
- Henry Bilson Legge (1757–1761)
- Viscount Barrington (1761–1762)
- Francis Dashwood (1762–1763)
- George Grenville (1763–1765)*
- William Dowdeswell (1765–1766)
- Charles Townshend (1766–1767)
- Frederick North (1767–1782)* (sedan 1770 premiärminister) (avgick)
- Lord John Cavendish (27 mars 1782 – 10 juli 1782)
- William Pitt den yngre (1782–1783) (avgick)
- Lord John Cavendish (1783)
- William Pitt den yngre (1783–1801)*

## Finansministrar i det Förenade konungariket Storbritannien och  (Nord) Irland
*=även premiärminister
- Henry Addington (1801–1804)*

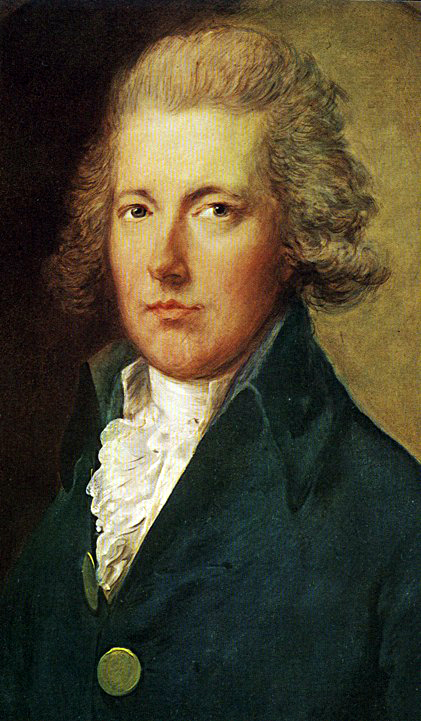
William Pitt d.y.

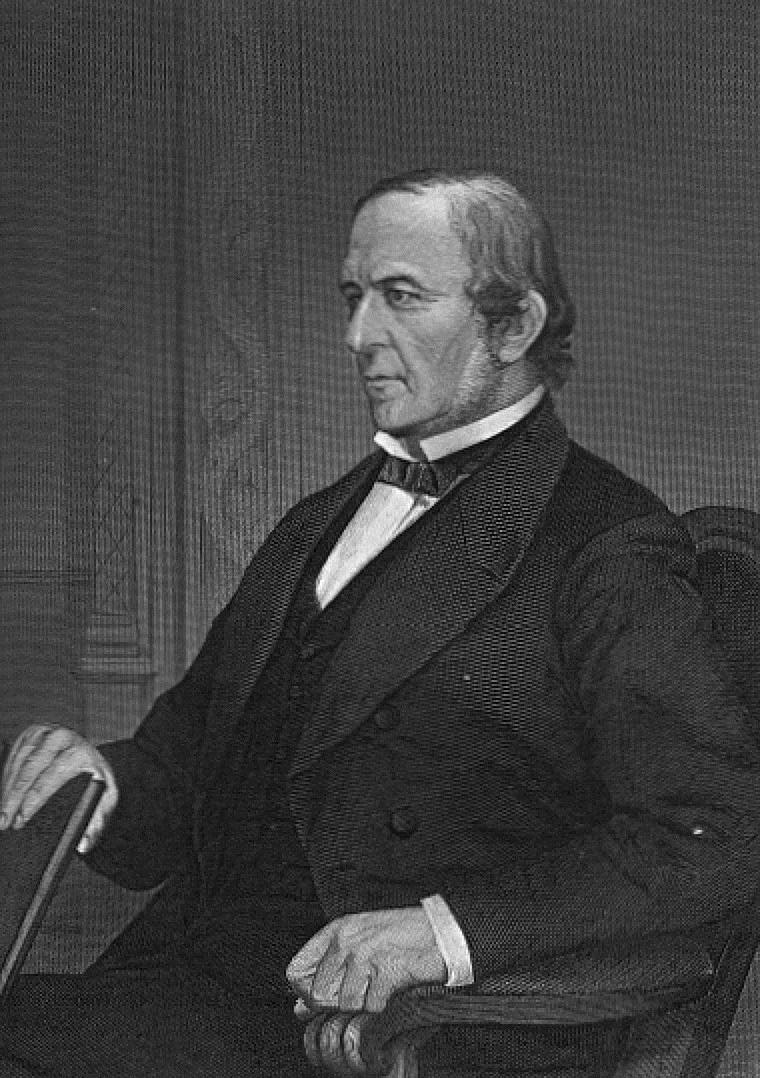
William Ewart Gladstone

- William Pitt den yngre (1804–1806)*
- Lord Henry Petty (1806–1807)
- Spencer Perceval (1807–1812)* (sedan 1809 även premiärminister) (mördad)
- Nicholas Vansittart (1812–1823)
- F.J. Robinson (1823–1827)
- George Canning (1827–1827)*
- Lord Tenterden (1827; ställföreträdande)
- John Charles Herries (1827–1828)
- Henry Goulburn (1828–1830)
- Viscount Althorp (1830–1834)
- Lord Denman (1834–1834)
- Sir Robert Peel (1834–1835)*
- Thomas Spring Rice (1835–1839)
- Francis Baring (1839–1841)
- Henry Goulburn (1841–1846)
- Charles Wood (1846–1852)
- Benjamin Disraeli (1852–1852)
- William Ewart Gladstone (1852–1855)
- George Cornewall Lewis (1855–1858)
- Benjamin Disraeli (1858–1859)
- William Ewart Gladstone (1859–1866)
- Benjamin Disraeli (1866–1868)
- George Ward Hunt (1868–1868)
- Robert Lowe (1868–1873)
- William Ewart Gladstone (1873–1874)*
- Stafford Northcote (1874–1880)
- William Ewart Gladstone (1880–1882)*
- Hugh Childers (1882–1885)
- Michael Hicks Beach (1885–1886)
- Sir William Vernon Harcourt (1886)
- Lord Randolph Churchill (1886) (avgick)
- George Goschen (1887–1892)
- William Vernon Harcourt (1892–1895)
- Michael Hicks Beach (1895–1902)
- Charles Ritchie (1902–1903)
- Austen Chamberlain (1903–1905)
- H.H. Asquith (1905–1908)
- David Lloyd George (1908–1915)*
- Reginald McKenna (1915–1916)
- Andrew Bonar Law (1916–1919)
- Austen Chamberlain](1919–1921)
- Sir Robert Stevenson Horne (1921–1922)
- Stanley Baldwin (1922–1923)* (sedan 22 maj 1923 premiärminister)
- Neville Chamberlain (1923–1924)*
- Philip Snowden (1924)
- Winston Churchill (1924–1929)
- Philip Snowden (1929–1931)
- Neville Chamberlain (1931–1937)* (sedan premiärminister till 1940)
- John Simon (1937–1940)
- Kingsley Wood (1940–1943)
- John Anderson (1943–1945)
- Hugh Dalton (1945–1947) (avgick)
- Stafford Cripps (1947–1950)
- Hugh Gaitskell (1950–1951)
- Rab Butler (1951–1955)
- Harold Macmillan (1955–1957)
- Peter Thorneycroft (1957–1958) (avgick)
- Derick Heathcoat-Amory (1958–1960)
- Selwyn Lloyd (1960–1962)
- Reginald Maudling (1962–1964)
- James Callaghan (1964–1967)
- Roy Jenkins (1967–1970)
- Iain Macleod (1970)
- Anthony Barber (1970–1974)
- Denis Healey (1974–1979)
- Geoffrey Howe (1979–1983)
- Nigel Lawson (1983–1989) (avgick)
- John Major (1989–1990)
- Norman Lamont (1990–1993)
- Kenneth Clarke (1993–1997)
- Gordon Brown (1997–2007)*
- Alistair Darling (2007–2010)
- George Osborne (2010–2016)
- Philip Hammond (2016–2019)
- Sajid Javid (2019–2020)
- Rishi Sunak (2020–2022)
- Nadhim Zahawi (2022)
- Kwasi Kwarteng (2022)
- Jeremy Hunt (2022–2024)
- Rachel Reeves (2024–)